# 玄基榮
玄基榮（韓語：현기영）（1941年1月16日—），韓國作家、小說家，濟州島濟州市人。

## 簡歷
他在濟州島濟州市出生長大。
1945年8月朝鮮結束日本殖民統治，李承晚為首的資本主義派和金日成為首的共產主義派矛盾激烈，1948年3月1日濟州島爆發武裝衝突，導致同年4月3日的4·3人民起義（四・三事件）。
幼小的玄基榮就在腥風血雨的苦水裡泡大。
國立首爾大學師範學院英語教育學系畢業。做了20多年英語教師，教師生活間練習文學寫作，1975年以短篇小說《父》（아버지）當選《東亞日報》新春文藝獎而進入文壇。
1978年發表关于济州四·三事件的《順伊伯母》（《順伊三寸》순이삼촌）。该书遭到查禁，玄基榮也被當時的韩国政府迫害。
他的作品揉合濟州島風土和個人的體驗，描寫政治問題、濟州島當地居民與朝鮮半島居民受到的差別對待、被卷進政治抗爭裡的民衆的苦惱。
韓國軍事政權終結后的1990年代得到萬海文學獎、吳永壽文學獎、《韓國日報》文學獎。
文學活動以外擔任濟州四･三研究所的所長、濟州社會問題協議會的會長，積極的爭取濟州島民的權益。
2001年3月出任民族文學作家會理事長、2003年擔任韓國文化藝術振興院院長。

## 年表
- 1941年1月16日：在濟州島出生。
- 1960年：五賢高等學校畢業。
- 1967年：首爾大學師範學院英語教育學系畢業。
- 1975年：《父》（아버지）當選《東亞日報》新春文藝，進入文壇。
- 1986年：得到第5屆申東曄創作基金獎助。
- 1990年：得第5屆萬海文学獎。
- 1994年：得第2屆吳永壽文學獎。
- 1998年：任民族文學作家會副理事長。
- 1999年：得第32屆《韓國日報》文學獎。
- 2001年：任民族文學作家會理事長。
- 2003年：任韓國文化藝術振興院院長。

## 主要作品
- 1975年《父》（아버지）
- 1978年《順伊伯母》（순이삼촌）
- 1979年《都寧山脊的烏鴉》（도령마루의 까마귀）
- 1979年《海龍的故事》（해룡 이야기）
- 1981年《路》（길）
- 1982年변방에 우짖는 새
- 1983年어떤 생애
- 1984年《柏油路》（아스팔트）
- 1989年바람타는 섬
- 1994年《最後的牧童》（마지막 테우리）
- 1999年지상에 숟가락 하나

## 漢文譯介
- 中國朝鮮族人金冉編譯的《黑暗之魂：韓國分斷小說選》（上海譯文出版社，2004年）選譯了玄基榮的1篇小說〈最後的牧人〉。

- 台灣國立政治大學韓國語言文學系張介宗教授2008年得到財團法人二二八事件紀念基金會獎助，譯出玄基榮小說：〈順伊伯母（阿姆）〉、〈失落的時節〉、〈柏油路〉、〈枯渴的神〉、〈海龍的故事〉、〈都寧山脊的烏鴉〉、〈最後的牧童〉、〈路〉、〈鐵與肉〉共9篇（朱立熙教授審訂）並撰寫導讀，結成《都寧山脊的烏鴉：玄基榮經典小說集》，台灣國家文藝獎得主鄭清文作序推薦，2009年在台灣出版，是當前全世界篇幅最大的玄基榮作品漢譯本。